# 친위대 제복 및 표장

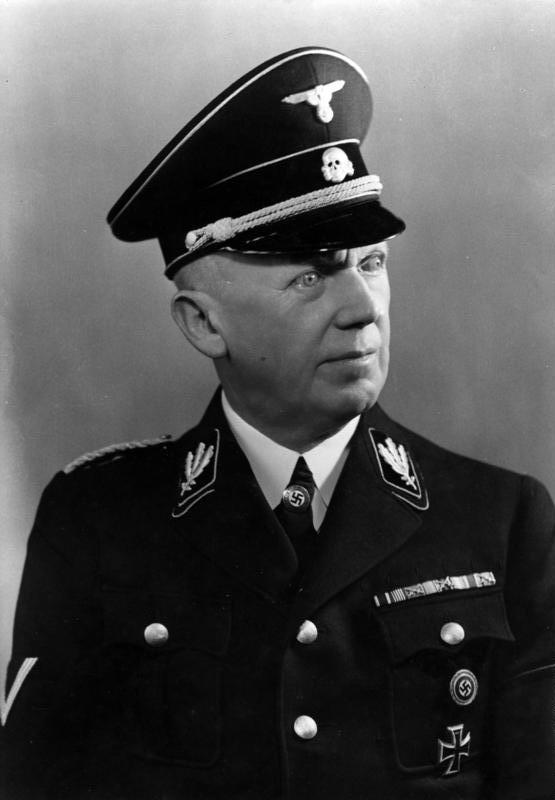
흑색 일반친위대 제복을 입은 집단지도자 한스 하인리히 라머즈. 1938년.

친위대 제복 및 표장은 나치 무장 조직 계급의 일부로서 1925년에서 1945년 사이 나치 친위대가 독일 국방군 및 나치 당원 제복과 구분되도록 사용한 제복 및 표장을 말한다.

## 제복의 설계 및 기능

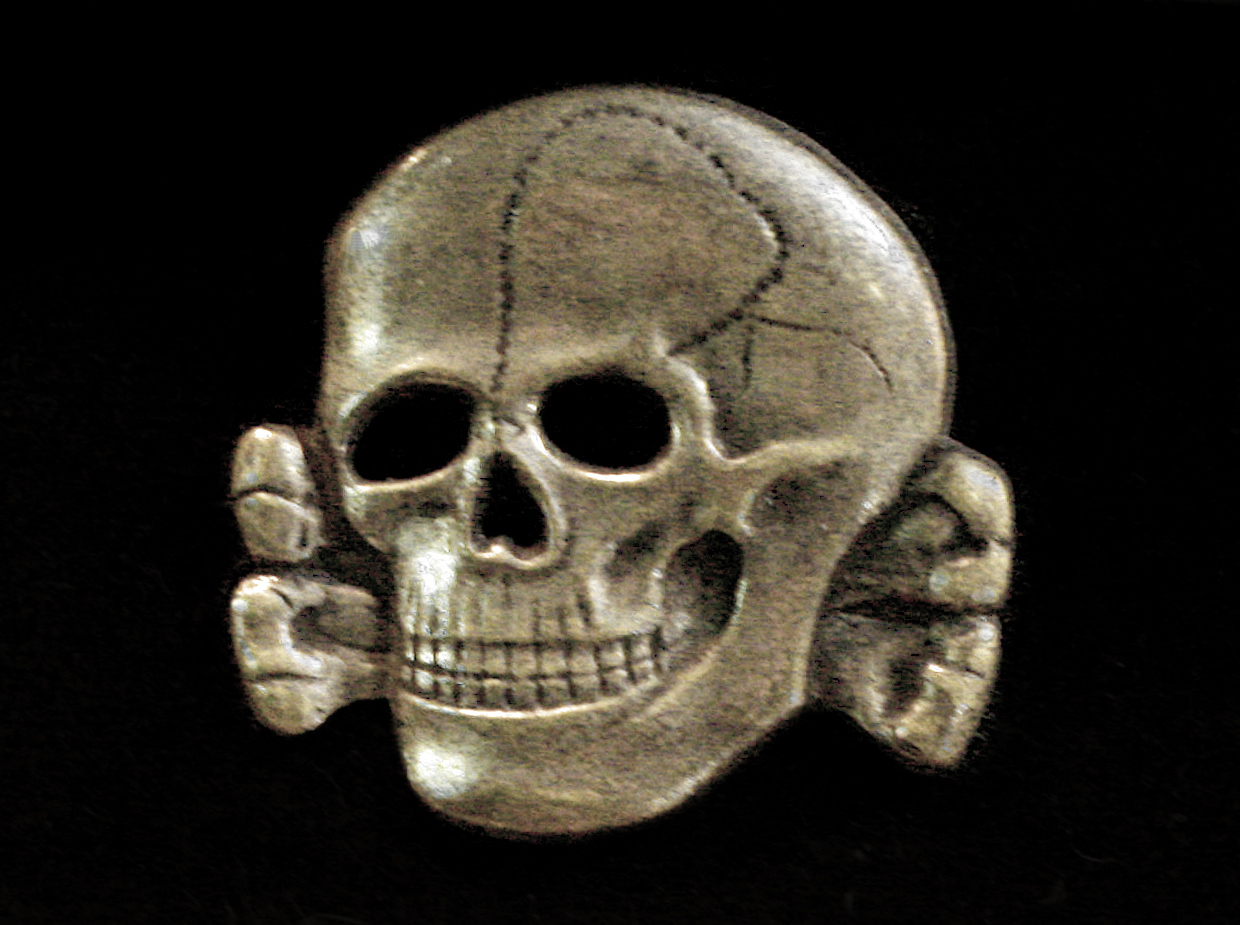
1934년부터 1945년까지 사용했던 2번째 SS 토텐코프 표장.

SS에는 참전한 곳의 전장에 따라 다른 여러 종류의 제복이 존재했으나 대부분 SS의 복장은 검정 제복으로 잘 알려져 있다. 검정은 어둡고 권위주의적인 모습으로 비춰졌다. 독일 제국이 사용했던 흑백적 색상을 이후 나치당에서도 사용했다. 또한, SS 이전 이탈리아의 블랙셔츠가 검은 제복을 채택했던 등 파시스트 운동계에서는 검정을 보편적으로 사용했다. 검정을 채택한 이유에는 전통적인 이유도 있었다. 프로이센의 왕과 황제 근위기병부대(Leibhusaren)는 두개골뼈와 대퇴골 뼈 두개가 서로 교차된 모양의 뱃지에 흑색 제복을 입었으며, 이는 이후 총통근위부대의 복장으로 이어진다. 다른 공식적 군복과 마찬가지로 SS 유니폼은 두려움과 존경심을 주기 위해 권위주의적인 모양으로 변화되었다. 히믈러는 이에 대해 "나는 흑색 유니폼을 볼 때마다 병들어 보이는 많은 사람들을 알고 있다. 우리는 많은 사람들이 사랑해 주지는 않을 것이라고 하는 것을 이해하고 있다."라고 말한 적이 있다.
전쟁 기간 휴고 보스와 같은 독일의 의류산업계는 SS 및 기타 군복 수천벌을 생산했다. 이때 SS 군복은 카를 데비치와 발터 헤크가 디자인했다.
그러나 개전 이후에는 검정 유니폼을 사실상 사용하지 않았다. 친위대 특무부대(SS-VT) 전투부대 및 이후의 무장친위대는 SS 표장을 단 야전회색 육군복의 변형형을 입었다. SS 장교 대부분은 무장친위대 군복의 변형형이나 야전회색(회녹색) SS 튜닉을 착용했다. 게슈타포나 크리포와 같이 독일 국내에서 민간인 복장을 입는 부서의 장교는 독일 국외 점령지역에서는 회녹색 SS 군복을 입어 민간인으로 오인하는 일을 막았다.

## 제복 양식의 역사

### 초기 친위대 제복 (1925년–1928년)

초기 SS 완장

초기 SS 계급은 구분할 수 있는 기장이 없었다. 오른쪽 그림처럼 1929년에 완장 중앙에 그린 흰색 줄무늬로 계급을 표식하기 시작했다. 각각의 의미는 다음과 같다.
- 줄 3개 - SS제국지도자(Reichsführer)
- 줄 2개 - 상급지도자(Oberführer)
- 줄 1개 - SS중대지도자 (Staffelführer)
- 줄 0개 - SS대원 (Mann, 병)

## 친위대의 최종 계급체계 (1934년–1945년)
| 계급                                                | 표장 | 돌격대 대응계급  | 국방군 대응계급       | 미군 대응계급 | 영국군 대응계급 |
| 장군지도자(Generalführer) - 장성급                  |      |                  |                       |               |                 |
| 친위대 국가지도자 Reichsführer-SS                   |      | 참모장           | 제국원수              |               |                 |
| 최상급집단지도자 (1942년 신설) Oberst-Gruppenführer |      |                  | 상급대장              | 대장          | 대장            |
| 상급집단지도자 Obergruppenführer                    |      | 상급집단지도자   | 병과대장              | 중장          | 중장            |
| 집단지도자 Gruppenführer                            |      | 집단지도자       | 중장                  | 소장          | 소장            |
| 여단지도자 Brigadeführer                            |      | 여단지도자       | 소장                  | 준장          | -               |
| 참모지도자(Stabsführer) - 영관급                    |      |                  |                       |               |                 |
| 상급지도자 Oberführer                               |      | 상급지도자       | -                     | -             | 준장            |
| 연대지도자 Standartenführer                         |      | 연대지도자       | 대령                  | 대령          | 대령            |
| 상급돌격대지도자 Obersturmbannführer                |      | 상급돌격대지도자 | 중령                  | 중령          | 중령            |
| 돌격대지도자 Sturmbannführer                        |      | 돌격대지도자     | 소령                  | 소령          | 소령            |
| 부대지도자(Truppenführer) - 위관급                  |      |                  |                       |               |                 |
| 최고돌격지도자 Hauptsturmführer                     |      | 돌격최고지도자   | 대위 / 기병대위       | 대위          | 대위            |
| 상급돌격지도자 Obersturmführer                      |      | 상급돌격지도자   | 중위                  | 중위          | 중위            |
| 하급돌격지도자 Untersturmführer                     |      | 돌격지도자       | 소위                  | 소위          | 소위            |
| 하급지도자(Unterführer) - 부사관급                  |      |                  |                       |               |                 |
| 돌격분대지도자 (무장친위대) Sturmscharführer        |      | 최고부대지도자   | 참모상사              | 원사          | 연대상사        |
| 최고분대지도자 Hauptscharführer                     |      | 상급부대지도자   | 상급상사              | 상사          | 상사            |
| 상급분대지도자 Oberscharführer                      |      | 부대지도자       | 상사                  | 일등중사      | 참모중사        |
| 분대지도자 Scharführer                              |      | 상급분대지도자   | 중사                  | 참모중사      | 중사            |
| 하급분대지도자 Unterscharführer                     |      | 분대지도자       | 하사                  | 중사          | 하사            |
| 병(Mannschaften)                                    |      |                  |                       |               |                 |
| 대오지도자 Rottenführer                             |      | 대오지도자       | 상급병장              | 하사          | 하사대리병장    |
| 돌격병 Sturmmann                                    |      | 돌격병           | 병장                  | 일등병        | 이등병          |
| 상급사격병 (무장친위대) Oberschütze                 |      | -                | 상급병, 상급사격병 등 | -             | -               |
| 병 (일반친위대) Mann 사격병 (무장친위대) Schütze    |      | 병               | 사병                  | 이등병        | 이등병          |
|                                                     |      |                  |                       |               |                 |
| 후보자 Anwärter                                     | -    | -                | -                     | -             | -               |
| 지원자 (1943년 이후) Bewerber                       | -    | -                | -                     | -             | -               |

## 경찰 계급 및 표장
1936년, SS는 독일의 정규 경찰을 흡수하여 질서경찰(Ordnungspolizei)을 창설했다. Orop로 알려진 질서경찰은 SS 하부조직이었나, 계급장과 계급 등 일부 면에서는 고유의 체계를 유지했다(단, 계급은 계급명만 다를 뿐이지 체계 자체는 SS와 다를 바 없었다). 따라서, SS 장성들이 SS와 무장친위대 계급의 2가지를 가졌던 것처럼 질서경찰과 SS에 모두 속한 SS대원은 2종류의 게급을 가지게 되었다. 예를 들어, SS의 Obergruppenführer(SS대장, 상급집단지도자) 계급을 가진 자가 경찰 대장이면, Obergruppenführer und General der Polizei로 불리는 식이다.

## 특수 제복
SS 장교는 예복 및 만찬복을 별도로 구매할 수 있었다. SS의 예복은 영미의 야회복과는 달리 사복 연미복에서 테일을 떼어낸 형태로 여기에 흰색 또는 검은색 나비넥타이와 양복 자켓을 같이 입었다. 이 정복에는 실크로 된 옷깃, SS 견장 및 계급장, "토텐코프" 가슴핀, SS 장군을 위한 은색선이 있었다. 만찬복의 경우에는 더블 브레스티드 턱시도와 비슷한 모양에 칼러텝과 은색선을 추가했다.
장교는 4월에서 9월 사이에는 검정 군복 블라우스를 잘라낸듯한 흰색 면 외출복 군복을 착용할 수 있었다. 또한 SS 회원은 정복에 흰색 SS 차양군모를 착용할 수 있었다.

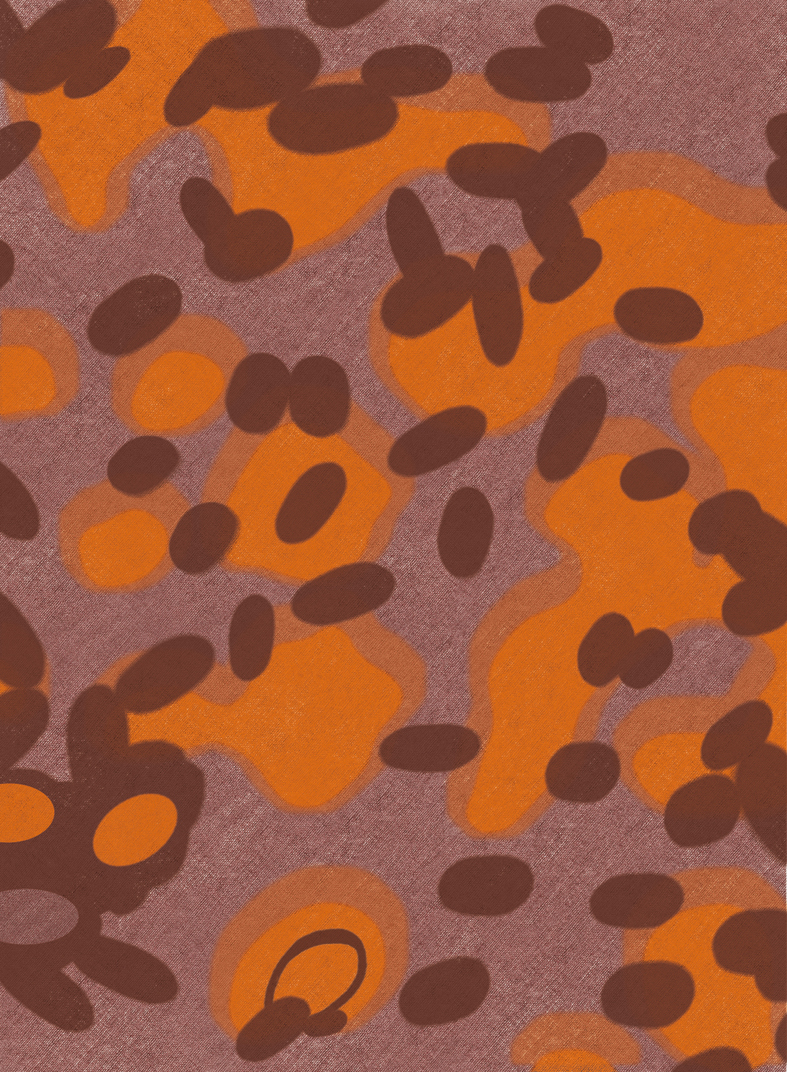
SS 제복의 위장무늬.

히틀러 주변에서 직접 호위 업무를 맡는 SS 단원들은 칼러텝이 달린 허리길이의 웨이터 자켓을 입을 수 있었다.
남유럽이나 북아프리카 같은 더운 기후를 위한 황갈색 면의 열대복도 만들어졌다. 이 열대복은 긴소매의 셔츠와 긴바지 모양의 이탈리아 열대복을 기반으로 한 어깨에 요크가 있는 사하리아나 스타일의 원피스이다. 머리에 쓸것으로는 피츠 헬멧, 개리슨 캡, 아프리카 군단의 그것을 본딴 M40 열대모자를 선택할 수 있었다. 옷에 다는 휘장은 표준 SS 유니폼에 붙이는 휘장과는 비슷하나 검정 배경에 황갈색 색이라는 점이 달랐다. 열대 기후 지역에 배치된 경찰의 경우에는 휘장만 경찰의 것으로 바꾼 동일한 옷을 입었다.
무장친위대 부대는 독일군과 함께 정찰을 나갈 때 위장복을 착용했으며 전쟁 기간 내내 광범위하게 사용했다. 이 위장복은 많은 무늬를 가진 봄/가을 디자인을 사용하였다. 보통 위장무늬는 파카 전체나 헬멧 커버에 그려졌으며 전쟁 말기가 되어서야 독립적인 위장복 의류가 나오기 시작했다.

## 친위대 직함
친위대가 사용하는 일반 직함 이외에도 특정 분과에 소속되어 있는 SS 장교는 별도의 직함을 부여받기도 했다.
- SS대원(SS-Mann) :친위대에 속한 사람들을 뜻하는 포괄적인 용어이다. 일반친위대 소속대원의 실질적인 계급이기도 하였다.
- SS지도자(SS-Führer) : 원래는 친위대 초기에 사용했던 계급으로 친위대의 장교 계급이다.
- SS하급지도자(SS-Unterführer): 친위대 내 부사관 계급이다. 이외에도 부사관에 자원하여 입대한 SS 후보생은 하급지도자 후보자(Unterführer-Anwärter)라고 부르기도 했다.
- SD지휘자(SD-Leiter): 친위대 국가지도자 보안국(SD)의 고위임원의 계급으로 주요 SD 사무소나 지역본부 지휘를 맡은 사람들이 받은 계급이었다.
- 친위대 및 경찰지도자(SS- und Polizeiführer): 이 계급은 영향력 높은 고위 장군이 받는 계급으로 특정 지역에 있는 모든 친위대, 게슈타포, 형사경찰, 질서경찰 등을 지휘할 수 있는 권한을 가지고 있었다.
- 친위대 최고지도자(Oberste Führer der Schutzstaffel): 이 계급은 아돌프 히틀러가 친위대에서만 만든 계급이다. 친위대가 돌격대와는 별도의 조직으로 분리될 때 히틀러가 친위대 장교 회원번호 1번을 받았고 최고지휘관이 되었다. 표면적으로는 친위대 국가지도자 직위를 가졌던 히믈러보다 히틀러가 더 높은 계급을 받기 위해 만들어진 것이나, 히틀러는 SS 유니폼을 입었다는 기록이 없었으며, 히믈러가 착용했던 것보다 더 높았던 친위대 휘장이 없었다.[3] 1937년부터 1945년까지 히틀러는 독일의 상급장군에 해당하는 이탈리아 국가안보의용민병대의 명예상병 직위를 얻기도 했었다.

### 비밀경찰 계급
나치 친위대에는 위와 같은 일반 계급과는 별개로 게슈타포나 크리포에 소속된 사람들은 별도의 범죄수사관 계급을 받았다. 대표적인 계급이 경찰 내에서 형사급에 해당하는 형사서기관(Kriminalrat)였다. 아르투어 네베와 같은 고위경찰은 형사경찰 활동을 하지 않을 경우에만 일반 SS 계급을 사용했으며 1930년대 대부분을 경찰 계급으로 불렸다. 또한 게슈타포의 경우에는 별도의 계급을 사용하였다.

## 친위대 회원번호
독일의 총통인 아돌프 히틀러는 SS 회원번호 1번을 받았다. 또한, SS의 창시자 중 한명인 에밀 모리스는 회원번호 2번을 부여받았다. 이후 SS 번호는 연공서열제로 지정되어 부여받았으며, 히틀러가 SS의 최고참으로 취급받았다. 친위대 회원번호 시스템은 친위대 창단멤버를 나타내기 위한 수단으로도 이용했는데, 1933년 나치가 가져가기 전까지 50,000 아래의 번호는 친위대 내 "명예의 전당"과 같은 특별한 취급을 받는 번호였다. 500 아래의 회원번호를 가진 사람들은 대부분 친위대 창단멤버인 경우였으며, 그 외에 히틀러가 개인적 친분으로 부여해준 경우도 있었다. 회원번호 168번을 가진 히믈러는 자신보다 작은 수의 회원번호를 받은 사람들을 싫어하고 친위대 내에서 활동을 방해하기도 하였다.

## 같이 보기
- 나치 무장 조직 계급
- 돌격대 계급 및 표장
- 나치 당원 계급 및 표장
- 독일 국방군 육군 계급 및 표장
- 무장친위대 계급 및 표장

## 참고 자료
- Bedurftig, Friedemann, and Zenter, Christian (1985). The Encyclopedia of the Third Reich.
- Cook, Stan; Bender, R. James (1994). Leibstandarte SS Adolf Hitler: Uniforms, Organization, & History. San Jose, CA: R. James Bender. ISBN 978-0-912138-55-8.
- Hayes, A. SS Uniforms, Insignia and Accoutrements
- Kershaw, Ian (2008). Hitler: A Biography. W. W. Norton & Company. ISBN 978-0-393-06757-6.
- Laqueur, Walter; Baumel, Judith Tydor (2001). The Holocaust Encyclopedia. New Haven; London: Yale University Press. ISBN 978-0-30008-432-0.
- McNab, Chris (2009). The SS: 1923–1945. Amber Books Ltd. ISBN 978-1-906626-49-5.
- Mollo, Andrew. Uniforms of the SS, Collected Edition Vol. 1–6 (ISBN)
- National Socialist German Workers Party (1938).Deutsche Uniformen.
- Personnel Service Records of the SS, National Archives and Records Administration, College Park, MD.
- Weale, Adrian (2010). The SS: A New History. London: Little, Brown. ISBN 978-1408703045.